# Carlos Frederico Castrioto
Carlos Frederico Castrioto (Rio de Janeiro, 17 de setembro de 1833 — Niterói, 18 de agosto de 1894) foi um advogado, promotor de justiça e político brasileiro.

## Biografia
Filho do general João Nepomuceno Castrioto e D. Francisca de Assis Castrioto.
Fez os ensinos primários e secundários no Colégio Pedro II, formando-se em 1851. Foi para São Paulo, onde estudou Direito na Faculdade de Direito de São Paulo, na turma de nº 25, do qual se formou Bacharel em 11 de novembro de 1856.
Exerceu a advocacia em Angra dos Reis. Foi nomeado promotor de justiça na comarca de Angra dos Reis, onde também exerceu os cargos de juiz municipal e delegado de polícia.
Na política, foi filiado ao Partido Conservador, tornando-se Deputado Provincial em 1885 e Deputado Geral entre 1886 a 1889. Foi também ministro da Marinha durante o Segundo Reinado, de 10 de maio de 1887 a 10 de março de 1888 (ver Gabinete Cotegipe), e senador do Brasil durante a República Velha (ou Primeira República), proclamado em 12 de maio de 1894, na legislatura de 1894-1896, vindo a falecer durante o seu mandato.
O Conselheiro Castrioto tornou-se membro efetivo do Instituto da Ordem dos Advogados Brasileiros em junho de 1864, irmão da Santa Casa de Misericórdia, nos cargos de escrivão interino e definidor. Foi também presidente do Banco Predial. Foi agraciado, em 1887, com a Grã-Cruz da Itália.